# Substitute (The Righteous Brothers)
"Substitute" is een nummer van het Amerikaanse duo The Righteous Brothers. Het verscheen op hun album The Sons of Mrs. Righteous uit 1975 en kwam dat jaar uit als single, maar werd géén succes. Een versie van de Zuid-Afrikaanse band Clout, afkomstig van hun gelijknamige album, werd in 1978 wél een wereldwijde hit.

## Achtergrond
"Substitute" is geschreven door Willie Harry Wilson en, in de versie van Clout, geproduceerd door Grahame Beggs. The Righteous Brothers brachten hun versie uit als de tweede single van het album The Sons of Mrs. Righteous, maar behaalde wereldwijd geen enkele hitlijst. 
De versie van Clout werd daarentegen wél een wereldwijd succes. In thuisland Zuid-Afrika verscheen het nummer al in november 1977 op single en werd een nummer 1-hit. Ook in de rest van de wereld werd het een enorm succes. In het Verenigd Koninkrijk behaalde de plaat de 2e positie in de UK Singles Chart. In de VS werd de 67e positie behaald in de Billboard Hot 100. In  Duitsland, Ierland en Nieuw-Zeeland werd de nummer 1-positie bereikt en in onder meer Oostenrijk en Zwitserland bereikte de plaat de top 10 en in Zweden de 13e positie. 
In Nederland was de plaat op donderdag 6 april 1978 TROS Paradeplaat op de befaamde TROS donderdag op Hilversum 3 en werd mede hierdoor een gigantische hit in de destijds drie landelijke hitlijsten op de nationale publieke popzender. De plaat bereikte de 2e positie in zowel de Nederlandse Top 40 als de Nationale Hitparade. In de op 1 juni 1978 gestarte TROS Top 50 werd de 4e positie bereikt. In de Europese hitlijst op Hilversum 3, de TROS Europarade, werd eveneens de 4e positie behaald.
In België bereikte de plaat de 2e positie in de voorloper van de Vlaamse Ultratop 50 en de nummer 1-positie in de Vlaamse Radio 2 Top 30. In Wallonië werd géén notering behaald. 
Naast Clout is "Substitute" ook een kleine hit geworden in de versie van Gloria Gaynor, die in de Verenigde Staten tot een 107e positie kwam; de B-kant "I Will Survive" werd bekender. Daarnaast is het ook gecoverd door de Australische band Peaches en de Pools-Zweedse zangeres en actrice Izabella Scorupco.
In de sinds december 1999 jaarlijks uitgezonden NPO Radio 2 Top 2000 van de Nederlandse publieke radiozender NPO Radio 2 stond de plaat enkele jaren genoteerd, voor het laatst in 2009, met als hoogste notering een 1003e positie in 2000.

## Hitnoteringen
Alle hitnoteringen zijn behaald door de versie van Clout.

### Nederlandse Top 40
| Hitnotering: 15-04-1978 t/m 15-07-1978 | Hitnotering: 15-04-1978 t/m 15-07-1978 | Hitnotering: 15-04-1978 t/m 15-07-1978 | Hitnotering: 15-04-1978 t/m 15-07-1978 | Hitnotering: 15-04-1978 t/m 15-07-1978 | Hitnotering: 15-04-1978 t/m 15-07-1978 | Hitnotering: 15-04-1978 t/m 15-07-1978 | Hitnotering: 15-04-1978 t/m 15-07-1978 | Hitnotering: 15-04-1978 t/m 15-07-1978 | Hitnotering: 15-04-1978 t/m 15-07-1978 | Hitnotering: 15-04-1978 t/m 15-07-1978 | Hitnotering: 15-04-1978 t/m 15-07-1978 | Hitnotering: 15-04-1978 t/m 15-07-1978 | Hitnotering: 15-04-1978 t/m 15-07-1978 | Hitnotering: 15-04-1978 t/m 15-07-1978 | Hitnotering: 15-04-1978 t/m 15-07-1978 |
| Week                                   | 1                                      | 2                                      | 3                                      | 4                                      | 5                                      | 6                                      | 7                                      | 8                                      | 9                                      | 10                                     | 11                                     | 12                                     | 13                                     | 14                                     |                                        |
| -------------------------------------- | -------------------------------------- | -------------------------------------- | -------------------------------------- | -------------------------------------- | -------------------------------------- | -------------------------------------- | -------------------------------------- | -------------------------------------- | -------------------------------------- | -------------------------------------- | -------------------------------------- | -------------------------------------- | -------------------------------------- | -------------------------------------- | -------------------------------------- |
| Nummer                                 | 29                                     | 13                                     | 7                                      | 5                                      | 2                                      | 2                                      | 4                                      | 4                                      | 5                                      | 18                                     | 19                                     | 35                                     | 38                                     | 40                                     | uit                                    |

### Nationale Hitparade
| Hitnotering: 29-04-1978 t/m 15-07-1978 | Hitnotering: 29-04-1978 t/m 15-07-1978 | Hitnotering: 29-04-1978 t/m 15-07-1978 | Hitnotering: 29-04-1978 t/m 15-07-1978 | Hitnotering: 29-04-1978 t/m 15-07-1978 | Hitnotering: 29-04-1978 t/m 15-07-1978 | Hitnotering: 29-04-1978 t/m 15-07-1978 | Hitnotering: 29-04-1978 t/m 15-07-1978 | Hitnotering: 29-04-1978 t/m 15-07-1978 | Hitnotering: 29-04-1978 t/m 15-07-1978 | Hitnotering: 29-04-1978 t/m 15-07-1978 | Hitnotering: 29-04-1978 t/m 15-07-1978 | Hitnotering: 29-04-1978 t/m 15-07-1978 | Hitnotering: 29-04-1978 t/m 15-07-1978 |
| Week                                   | 1                                      | 2                                      | 3                                      | 4                                      | 5                                      | 6                                      | 7                                      | 8                                      | 9                                      | 10                                     | 11                                     | 12                                     |                                        |
| -------------------------------------- | -------------------------------------- | -------------------------------------- | -------------------------------------- | -------------------------------------- | -------------------------------------- | -------------------------------------- | -------------------------------------- | -------------------------------------- | -------------------------------------- | -------------------------------------- | -------------------------------------- | -------------------------------------- | -------------------------------------- |
| Nummer                                 | 15                                     | 5                                      | 3                                      | 2                                      | 2                                      | 2                                      | 2                                      | 3                                      | 6                                      | 11                                     | 23                                     | 24                                     | uit                                    |

### TROS Top 50
TROS Paradeplaat Hilversum 3 6 april 1978.
Hitnotering: 01-06-1978 t/m 13-07-1978. Hoogste notering: #4 (1 week).

### TROS Europarade
Hitnotering: 11-05-1978 t/m 08-07-1978. Hoogste notering: #4 (2 weken).

### NPO Radio 2 Top 2000
| Nummer met noteringen in de NPO Radio 2 Top 2000 | '99  | '00  | '01  | '02  | '03  | '04  | '05  | '06  | '07 | '08  | '09  |
| ------------------------------------------------ | ---- | ---- | ---- | ---- | ---- | ---- | ---- | ---- | --- | ---- | ---- |
| Substitute                                       | 1457 | 1003 | 1323 | 1246 | 1788 | 1416 | 1729 | 1889 | -   | 1868 | 1728 |

1. ↑  Een '-' betekent dat het nummer niet was genoteerd en een vetgedrukt getal geeft de hoogste notering aan.
2. ↑  Deze tabel is bijgewerkt tot en met de laatste editie (2024).